# جارچلو (میاندوآب)
جارچلو (میاندوآب)، روستایی (سرسبز در بهار) از توابع بخش مرکزی در استان آذربایجان غربی ایران است.
● دین: اسلام مذهب: شیعه 
●اصل نسب پیشین: در این روستا تایفه هایی از جمله : سیاه منصور خدابنده و ... وجود دارند ک امروزه به شکل بنیاد خانواری امروزی زندگی میکنند.
●محصولات و مشاغل : اهالی این دیار مانند روستا هایه مجاور به کشاورزی (یونجه،گندم،درخت صنوبر)و دامداری(گاو،گوسفند) عمده اً مشغولند...
●روستا از نظر امکانات(رفاهی،اموزشی،بهداشتی) متوسط می باشد که برایه جمعیت و وسعت نسبتا کم روستا جواب گو است.
مکان هایه تفریحی و ورزشی:
مکان هایه دیدنی:
بازار هفتگی،مرکز خرید:
آبو هوا:
...

## جمعیت
این روستا در دهستان زرینه‌رود قرار دارد و براساس سرشماری مرکز آمار ایران در سال ۱۳۸۵، جمعیت آن ۸۳۵ نفر (۲۱۰ خانوار) بوده‌است.